# Triangle industriel
Un triangle industriel est une zone fortement industrialisée et active dont la forme correspond à un triangle ayant pour sommets certaines villes. D'origine italienne, l'expression se réfère premièrement au polygone formé par Turin, Milan et Gênes. Lorsqu'elle est employée sans précisions supplémentaires, c'est généralement cet espace géographique qui est désigné.

## Histoire
| \| Milan Gênes Turin Padoue Trévise Venise Bologne \| Carte de l'Italie du Nord |
| Milan Gênes Turin Padoue Trévise Venise Bologne                                 |

### Turin-Milan-Gênes
Le premier triangle industriel italien est celui du Nord-Ouest ayant pour sommets Turin, Milan et Gênes. De ce fait, il est parfois appelé To-Mi-Ge (abréviations en italien de chacune de ces villes). 
C'est dans cet espace polygonal d'environ 10 000 km2 que l'Italie a connu l'industrialisation à grande échelle de son économie entre la fin du XIXe siècle et le début du XXe. Cette dernière était financée par deux banques universelles : la Comit et le Credit. La politique de ces établissements de crédit était de pousser les groupes industriels qu'ils finançaient vers un processus de concentration inspiré du modèle allemand, ce qui impliquait, outre la concentration verticale des différentes phases de production, une concentration des activités au niveau territorial. Ce fut cette dynamique qui donna naissance au triangle industriel du nord-ouest, où des entreprises comme Fiat, l'Ansaldo et la Breda contribuèrent au développement de leurs villes respectives, les transformant en véritables métropoles industrielles.
Le triangle industriel, en concentrant la plus grande partie de l'offre de travail, devint une zone de forte immigration interne en provenance des autres régions d'Italie (centrale, méridionale et nord-orientale) après la Seconde Guerre mondiale et le restera jusqu'aux années 1980, soit bien après la fin du boom économique italien en 1963.

### Venise-Padoue-Trévise
Dans les années 1980 et 1990, alors que l'économie italienne se tertiarisait, un nouveau triangle a vu le jour, articulé cette fois-ci autour des villes vénète de Venise, Padoue et Trévise et caractérisé par la diffusion, généralement sous forme de PME, d'entreprises manufacturières et de services.

### Milan-Trévise-Bologne
Depuis la crise économique mondiale de 2008, un « Nouveau Triangle Industriel Italien » est parfois cité et comprend les villes de Milan-Bologne-Trévise. D'après les données de la Confindustria de Padoue et de l'Unindustria de Trévise, ce « Nouveau Triangle Industriel Italien » disposerait d'un PIB de 324 milliards d'euros (équivalent de celui du Danemark) et d'une valeur ajoutée manufacturière de 53 milliards d'euros (équivalent du PIB belge).